# Air Antilles Express
Air Antilles é uma companhia aérea francesa com sede em Guadalupe. É uma companhia aérea regional que opera serviços regulares nas Antilhas Francesas.

## História
A Air Antilles foi fundada em 18 de dezembro de 2002 como uma subsidiária da Air Guyane Express e iniciou as operações no mesmo mês.
Em 2016, a companhia aérea mudou seu nome para Air Antilles e apresentou uma nova pintura com a entrega de seu primeiro ATR 72-600.

## Frota

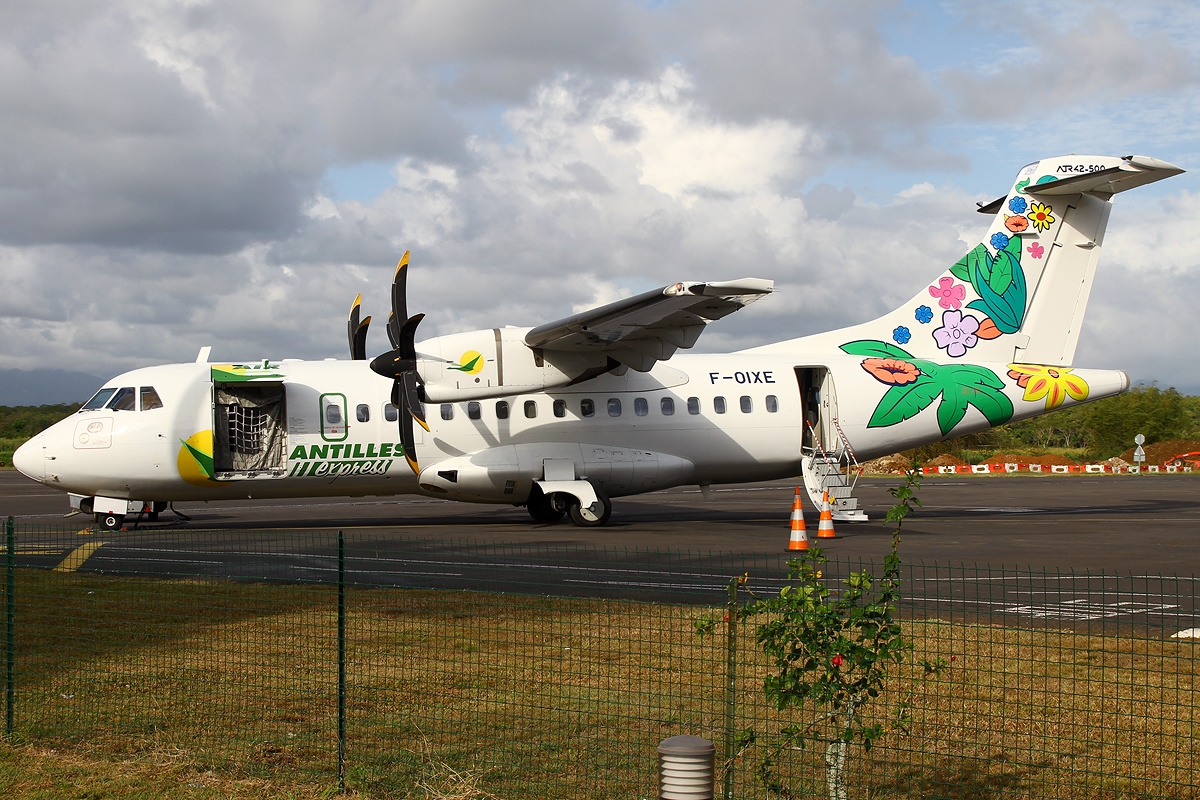
Um ATR 42-500 da Air Antilles

A frota da Air Antilles consiste nas seguintes aeronaves (Outubro de 2019):
| Aeronaves                    | Em Serviço | Ordens | Passageiros | Notas |
| ---------------------------- | ---------- | ------ | ----------- | ----- |
| ATR 42-500                   | 4          | –      | 48          |       |
| ATR 42-600                   | 1          | –      | 48          |       |
| ATR 72-600                   | 2          | –      | 72          |       |
| De Haviland Canada DHC-6-400 | 2          | –      | 19          |       |
| Total                        | 9          | 0      |             |       |